# Cerkev sv. Janeza Krstnika, Dravinjski Vrh
Cerkev sv. Janeza Krstnika, znana tudi kot cerkev sv. Janža, na Dravinjskem Vrhu je podružnična cerkev Župnije Sv. Vid pri Ptuju.
Zidana je leta 1300. Dolga je 12 metrov, široka 8 metrov, visoka 6 metrov. Ima štirioglat zvonik, visok 15 metrov, krit s pločevino. Kakor cerkev sv. Vida je tudi ta krita z opeko. Datum posvečenja cerkve ni znan.